# Trichosurus cunninghami
Trichosurus cunninghami es una especie de marsupial de la familia Phalangeridae. Anteriormente era considerada la misma especie que Trichosurus caninus, pero en 2002 se reclasificó en dos especies.

## Características
Al igual que Trichosurus caninus, habitan en el bosque de esclerófilas húmedo en el sudeste de Australia. Durante el día se esconden en huecos de árboles y salen durante la noche. Habitan alturas superiores a 300 metros. Su dieta incluye las especies de Acacia, en particular Acacia dealbata. Muestra poco dimorfismo sexual. Es considerada la especie de marsupial más longeva.